# 千葉茂樹 (地方公務員)
千葉 茂樹（ちば しげき、1954年または1955年 - ）は、日本の地方公務員、教育者。岩手県副知事、岩手県立大学理事長を歴任。瑞宝中綬章受章。

## 人物・経歴
岩手県庁入庁、2009年 (平成21年) 4月 岩渕良昭の後任として保健福祉部長。2011年3月に発災した東日本大震災時も同職にあり、全国の災害派遣医療チーム (DMAT) への派遣要請、災害救助法関係予算としての補正予算成立、全国からのこころのケアチームをはじめとする栄養士、児童福祉司、保育士、介護士ら避難所で従事する職員派遣の調整を行った。同年4月 同職を小田島智弥と交代し加藤主税の後任として政策地域部長、2012年2月 同職を中村一郎と交代し宮舘寿喜の後任として岩手県副知事就任。岩手大学監事や岩手県オイルターミナル株式会社代表取締役社長を兼務。2016年2月 副知事再任。2020年2月 菊池哲を後任として副知事2期目を任期満了退任。
退任後は県学術文化特別参与、同年4月 遠藤達雄の後任として岩手県立大学理事長。

## 栄典
- 2025年4月、春の叙勲で地方自治功労により瑞宝中綬章受章[1]